# Osiedle im. Dąbrówki (Kłodzko)

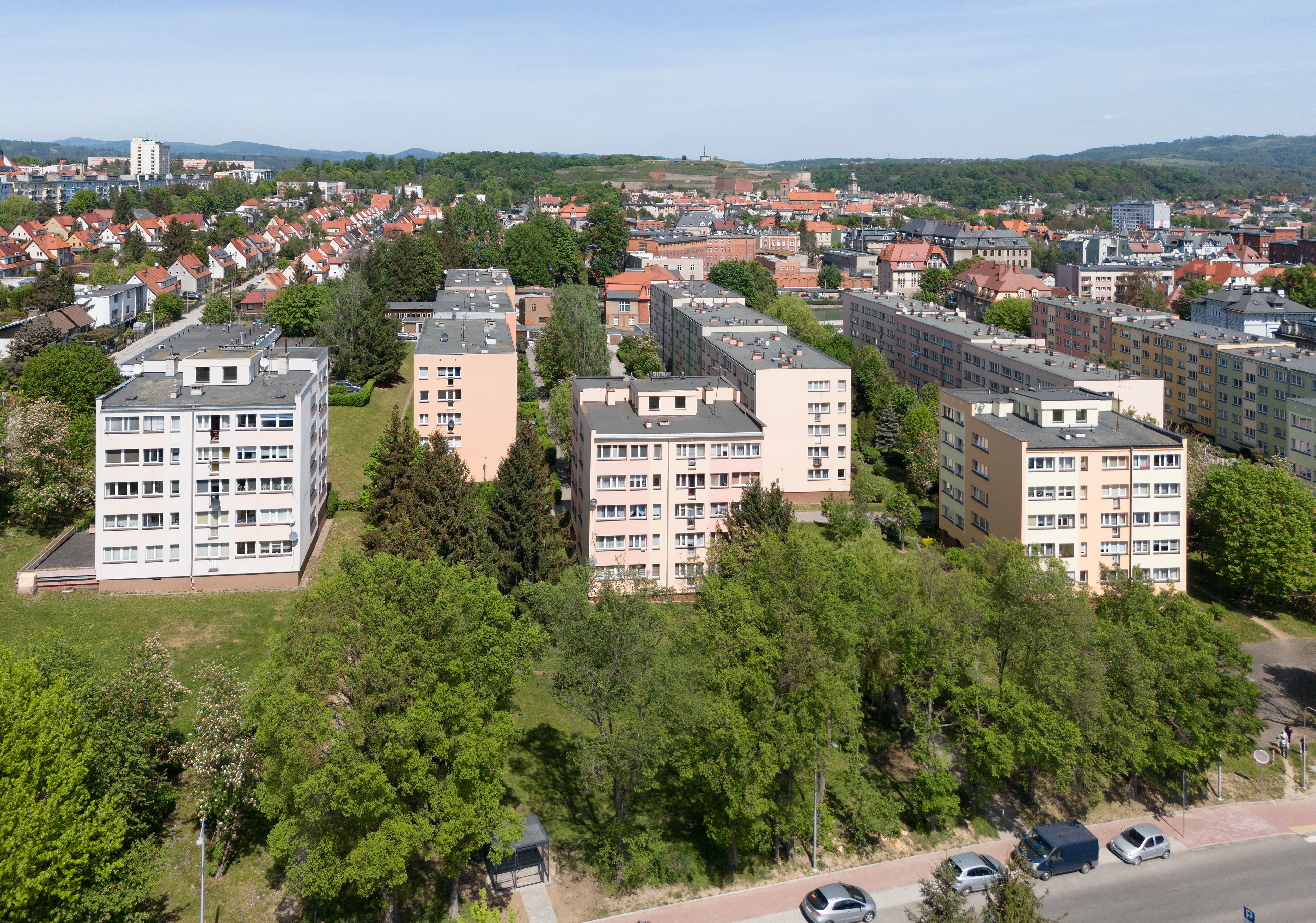
Widok na osiedle od południa

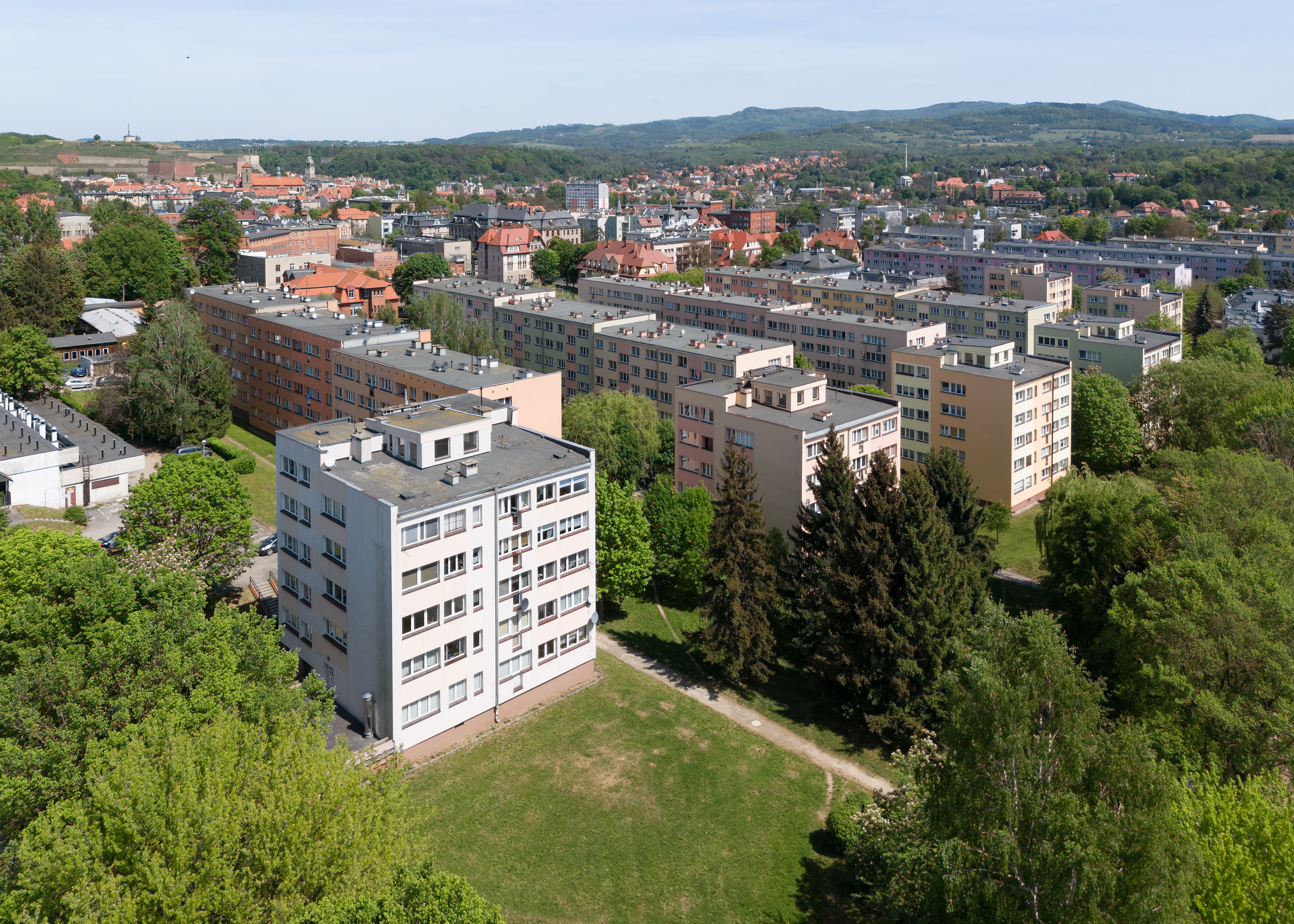
Widok na osiedle od południowego zachodu

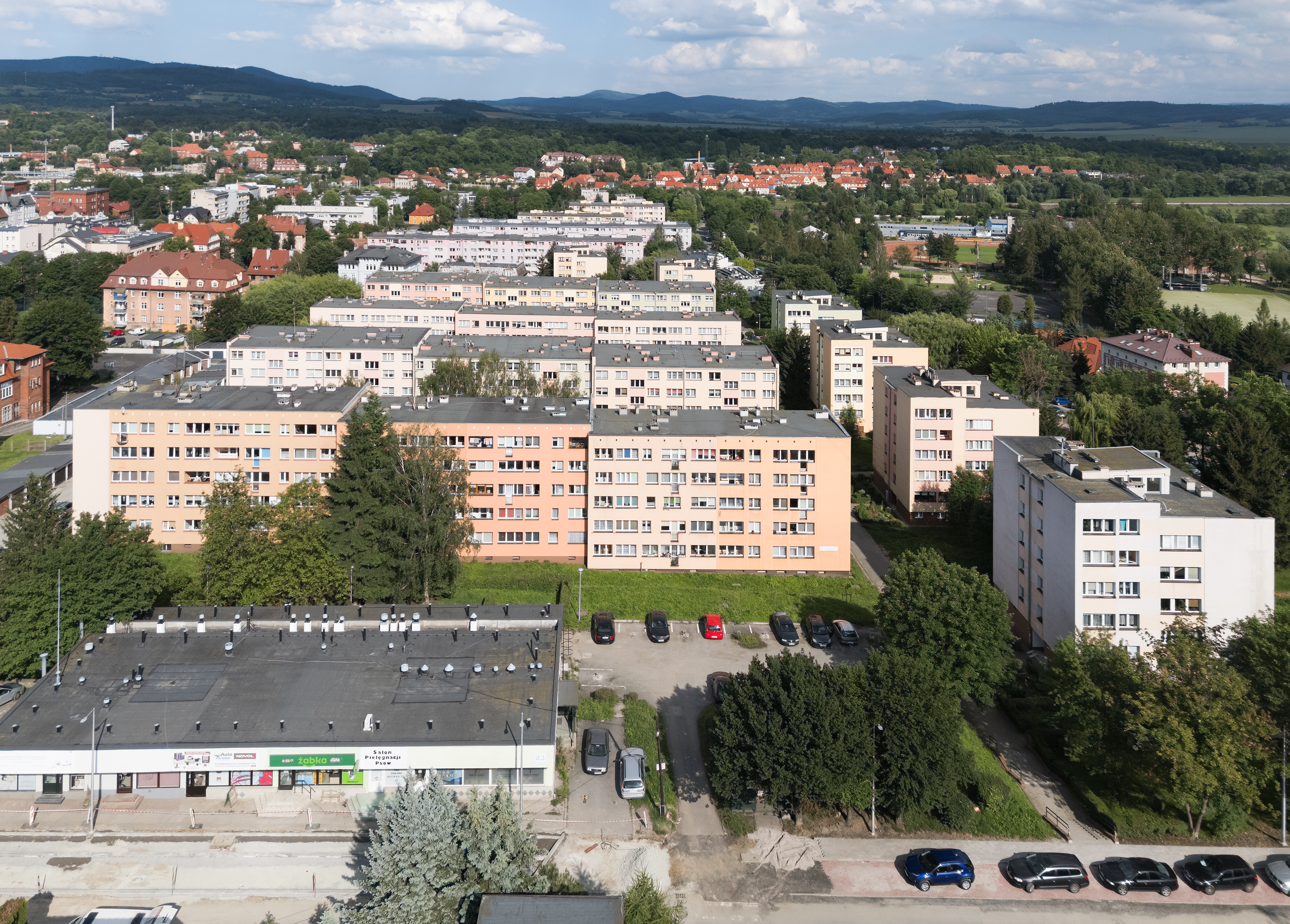
Widok na osiedle od zachodu

Osiedle im. Dąbrówki  – osiedle wielkopłytowe w Kłodzku, położone w południowej części miasta, na lewym brzegu Nysy Kłodzkiej.

## Geografia

### Położenie geograficzne
Osiedle położone jest między osiedlem im. Kruczkowskiego na zachodzie, Przedmieściem Zielonym na północy, Książkiem na południu oraz osiedlem im. Morcinka na wschodzie. Od centrum miasta oddalone jest o 1 km na północ.

### Warunki naturalne
Osiedle położone jest na wysokości 299–311 m n.p.m., na wzniesieniu, którego wysokość zwiększa się w kierunku zachodnim. Cały jego obszar stanowi teren zabudowany.

## Nazewnictwo
Osiedle zostało nazwane imieniem XXX-lecia PRL, w celu uczczenia obchodów 30-lecia socjalistycznego ustroju Polski zgodnie z ówczesną propagandą sukcesu, podkreślającą budowę Trzeciej Polski. Po transformacji ustrojowej na początku lat 90. XX w. osiedle zostało przemianowane na cześć pierwszej żony Mieszka I – Dąbrówki, która miała przejeżdżać przez Kłodzko w drodze do Gniezna.

## Historia
Teren, na którym stoi dzisiejsze osiedle, należał od czasów średniowiecza do Przedmieścia Zielonego. Nie był on jednak zabudowany. Dopiero po II wojnie światowej wraz z rozbudową miasta w kierunku południowym władze zdecydowały się na początku lat 70. XX wieku na wybudowanie w tym miejscu osiedla z wielkiej płyty. Budowę rozpoczęto w 1972 roku. Realizowana była przez Kłodzkie Przedsiębiorstwo Budowlane, kierowane przez Jana Bibułę. Inwestycję zakończono w 1976 roku.

## Administracja
Obszar obecnego osiedla od zawsze dzielił losy polityczno-administracyjne z Kłodzkiem, zostając do niego oficjalnie włączony w drugiej połowie XIX wieku. Po zakończeniu II wojny światowej znalazł się w granicach Polski. Wszedł jako część Kłodzka w skład województwa wrocławskiego, powiatu kłodzkiego. Z kolei po zmianach w administracji terenowej w latach 70. XX wieku wszedł w skład województwa wałbrzyskiego. W 1999 roku ponownie reaktywowano powiat kłodzki, który wszedł w skład województwa dolnośląskiego.
Na terenie Kłodzka nie występują pomocnicze jednostki administracyjne, takie jak: osiedla, czy dzielnice, dlatego też o większości spraw decyduje samorząd miejski, którego siedziba znajduje się na pl. Bolesława Chrobrego, na Starym Mieście. Mieszkańcy wybierają do Rady Miasta pięciu radnych co 5 lat (do 2018 roku kadencja wynosiła 4 lata), tworząc okręg wyborczy nr 3, wraz z całą południowo-zachodnią częścią miasta, położoną na lewym brzegu Nysy Kłodzkiej.

## Edukacja i kultura
Osiedle im. Dąbrówki nie posiada własnych placówek kulturalno-oświatowych. Dzieci w wieku 7–15 lat pobierają naukę w mieszczącej się w pobliżu, przy ul. Bohaterów Getta 22, Szkole Podstawowej nr 6 im. Unii Europejskiej. Następnie młodzież kontynuuje dalsze kształcenie w zdecydowanej większości w szkołach średnich położonych w centrum miasta.

## Religia
Zdecydowana większość mieszkańców jest wyznania rzymskokatolickiego. Od czasów średniowiecza tereny te podlegały pod parafię Wniebowzięcia Najświętszej Maryi Panny na kłodzkiej starówce. W 1982 roku z jej obszaru wydzielono parafię Podwyższenia Krzyża Świętego z siedzibą na os. im. Leona Kruczkowskiego, do której włączono obszar osiedla. Parafia ta wchodzi w skład diecezji świdnickiej i dekanatu kłodzkiego.

## Architektura i urbanistyka
Osiedle im. Dąbrówki stanowi typowy przykład wielkopłytowego osiedla mieszkaniowego. Stoją tu pięciokondygnacyjne wielkoklatkowe budynki mieszkalne. Osiedle zostało wybudowane na planie prostokąta. Jego granice wyznaczają ulice: Łąkowa (na południu), Wolności (na zachodzie), Dąbrówki (na północy) i Bohaterów Getta (na wschodzie). Najwięcej miejsca zajmują cztery bloki mieszkalne – klatkowce, a każdy z nich składa się z sześciu segmentów (klatek). W południowej części osiedla znajdują się cztery punktowce. Wzdłuż ulicy Bohaterów Getta we wschodniej części osiedla w pierwszej dekadzie XXI wieku powstał parking. Całość osiedla dopełnia pawilon handlowy zajmujący północno-zachodni obszar zespołu mieszkaniowego. Między blokami założono liczne zieleńce z ławkami.
W skład osiedla im. Dąbrówki wchodzą 4 ulice:
- ul. Bohaterów Getta (część),
- ul. Dąbrówki,
- ul. Łąkowa (część),
- ul. Wolności (część).

## Gospodarka
Osiedle im. Dąbrówki jest typowym przykładem tzw. sypialni, tj. znajdują się tutaj wyłącznie bloki mieszkalne. Nie występują na jego terenie żadne większe zakłady pracy poza prywatnymi sklepami, które mieszczą się w pawilonie handlowym w jego północno-zachodniej części. Otwarta jest jedna restauracja „Hrabina's Monte Carlo” przy ul. Wolności 83.

## Infrastruktura

### Transport
Przez wschodnią granicę osiedla im. Dąbrówki, którą stanowi ul. Bohaterów Getta, w dawnych czasach wiódł ważny szlak prowadzący z Wrocławia przez Kłodzko i Bystrzycę Kłodzką do Przełęczy Międzyleskiej, gdzie znajdowała się granica z Czechami. W XX wieku wraz z rozwojem motoryzacji, droga ta straciła na znaczeniu na rzecz nowej trasy położonej po prawej stronie Nysy Kłodzkiej. Współcześnie droga ta ma status drogi powiatowej nr 3238D prowadzącej z Kłodzka przez Krosnowice, Gorzanów do Starej Łomnicy.

### Komunikacja
Na terenie osiedla im. Dąbrówki nie jest zlokalizowany żaden przystanek komunikacji miejskiej. Najbliższy przystanek autobusowy znajduje się przy, znajdującym się w sąsiedztwie osiedla, supermarkecie „Dobosz”. Przystanek „Kłodzko, Bohaterów Getta, Dobosz” obsługiwany jest przez miejskiego przewoźnika firmę A-Vistę. Busy kursują z niego na trasie: Kłodzko/ul. Szpitalna/Szpital w kierunku Kłodzko/ul. Noworudzka/Galeria.
Ponadto na przystanku „Kłodzko, ul. Bohaterów Getta, Dobosz” kursują autobusy komunikacji podmiejskiej obsługiwanej przez PKS Kłodzko. Jeżdżą one w relacji: Kłodzko Dworzec Autobusowy – Starków. Do lat 90. XX wieku linia ta nosiła numer 1.

### Bezpieczeństwo
W zakresie ochrony przeciwpożarowej oraz innych miejscowych zagrożeń, osiedle im. Dąbrówki podlega pod rejon działania Komendy Powiatowej Straży Pożarnej oraz Komendy Powiatowej Policji w Kłodzku. Funkcję dzielnicowego pełni aspirant Piotr Suchorzyński z I Rejonu Służbowego. Z ramienia kłodzkiej straży miejskiej I Rejon Służbowy obsługują st. insp. Jarosław Dereń i st. insp. Krzysztof Szopa.